# アルフォンソ・デイヴィス
アルフォンソ・ボイル・デイヴィス（Alphonso Boyle Davies，2000年11月2日 - ）は、ガーナ・ブドゥブラム出身のサッカー選手。ポジションはDF。ブンデスリーガ・FCバイエルン・ミュンヘン所属。カナダ代表。
スプリントにおける最高時速は36.51km。2017年にカナダ代表史上最年少A代表デビューを果たした。さらにゴールドカップのガイアナ戦で2得点を記録したが、これはカナダ代表とゴールドカップの史上最年少得点となり、2000年代生まれの選手でA代表の大会で初めてゴールを挙げた選手になった。

## 経歴
ガーナの難民キャンプであるブドゥブラムでリベリア人の両親の間に生まれた。父親のデベア・デイヴィスと母親のヴィクトリア・デイヴィスは元々リベリアの首都モンロビアに住んでいた。彼らは第二次リベリア内戦の際に 45万人以上のリベリア人とともに国から避難した。アルフォンソが5歳の時、彼の家族はカナダに移住し、最終的にはエドモントンに移住した。

## クラブ経歴

### バンクーバー・ホワイトキャップス
2015年にバンクーバー・ホワイトキャップスのユースチームに加入した。2016年のプレシーズンツアーに参加した後、2016年2月23日にUSLのホワイトキャップスFC 2と契約を結んだ。契約を結んだ時、デイヴィスは15歳3ヶ月であり、USLで最も若い選手となった。2016年4月、15歳5ヶ月でプロデビューを果たした。2016年5月15日、プロ初ゴールを挙げたが、15歳6ヶ月でのゴールはUSL史上最年少得点であった。
2016年のカナディアン・チャンピオンシップに出場するホワイトキャップスのロースターに登録された。2016年6月1日、カナディアン・チャンピオンシップの初戦・オタワ・フューリーFC戦でホワイトキャップスでの初出場を果たし、第2戦では先発出場した。
2016年7月15日、2018年までの契約をホワイトキャップスと結んだ。MLS史上3番目に若い選手となった。2016年7月16日にMLS初出場を果たし、フレディー・アドゥーに次いで2番目に若いMLSデビューとなった。2016年9月、CONCACAFチャンピオンズリーグ2016-17のスポルティング・カンザスシティ戦でトップチームでの初得点を記録した。9月のコロラド・ラピッズ戦で先発出場し、これはMLS史上2番目に若い年齢での先発出場となった。2016年10月2日、シアトル・サウンダーズFC戦に先発出場し、ペナルティキックを獲得した。
MLSでの印象的な活躍を受け、マンチェスター・ユナイテッドFCやチェルシーFC、リヴァプールFCなどのヨーロッパのクラブが関心を示した。2017年に世界で最も期待される若手選手60人に選ばれた。2018年、開幕戦のモントリオール・インパクト戦でMLS初ゴールを挙げ、ケイ・カマラのゴールをアシストした。2018年6月、オーランド・シティSC戦では、1得点3アシストを記録した。

### バイエルン・ミュンヘン
2018年7月25日、FCバイエルン・ミュンヘンへの移籍に合意したことが発表された。2018年はホワイトキャップスでプレーし、2019年1月にバイエルンに加入する。移籍金はミゲル・アルミロンを抜いてMLS史上最高額の最大2200万ドル。
ブンデスリーガでのデビューは2019年1月27日のVfBシュトゥットガルト戦で、終盤にキングスレイ・コマンとの交代で出場。3月17日のマインツ05戦にてバイエルンでの初ゴールを決めた。これはクラブにとってロケ・サンタ・クルス以来の20歳未満での得点記録である。
2019-20シーズンには最終ラインの負傷者続出もあり、ハンジ・フリック監督によって左サイドバックにコンバートされた。本職であるダヴィド・アラバの復帰後もアラバがセンターバックとしてプレーすることでポジションを守り、UEFAチャンピオンズリーグラウンド16のチェルシーFC戦では自慢のスピードを活かしてロベルト・レヴァンドフスキのゴールをアシストするなどアウェイでの快勝に貢献した。ブンデスのリーガルーキー・オブ・ザ・イヤーに選出された。チームは優勝し、デイヴィスはカナダ人選手として初めてチャンピオンズリーグを制覇した選手となった。
2021-22シーズン、ブンデスリーガ第12節のFCアウクスブルク戦でバイエルンでの公式戦通算出場数を100とした。
2023-24シーズン、チャンピオンズリーグの準決勝レアル・マドリードとのセカンドレグでは、先制点を記録してチャンピオンズリーグ初ゴールを決めるも、チームは終了間際の連続失点で敗北し、チームはベスト4敗退となった。
2024-25シーズン、新指揮官コンパニの就任によってパフォーマンスが向上したこともあり、2025年2月、当初今季限りでの契約満了で退団し、レアル・マドリードへのフリー移籍が濃厚視されていたが、バイエルンとの契約を2030年まで延長することを発表した。契約延長発表直後のチャンピオンズリーグのプレーオフのセルティックとのセカンドレグでは、試合終了間際に貴重な同点ゴールを挙げ、チームのベスト16進出に貢献した。

## 代表経歴

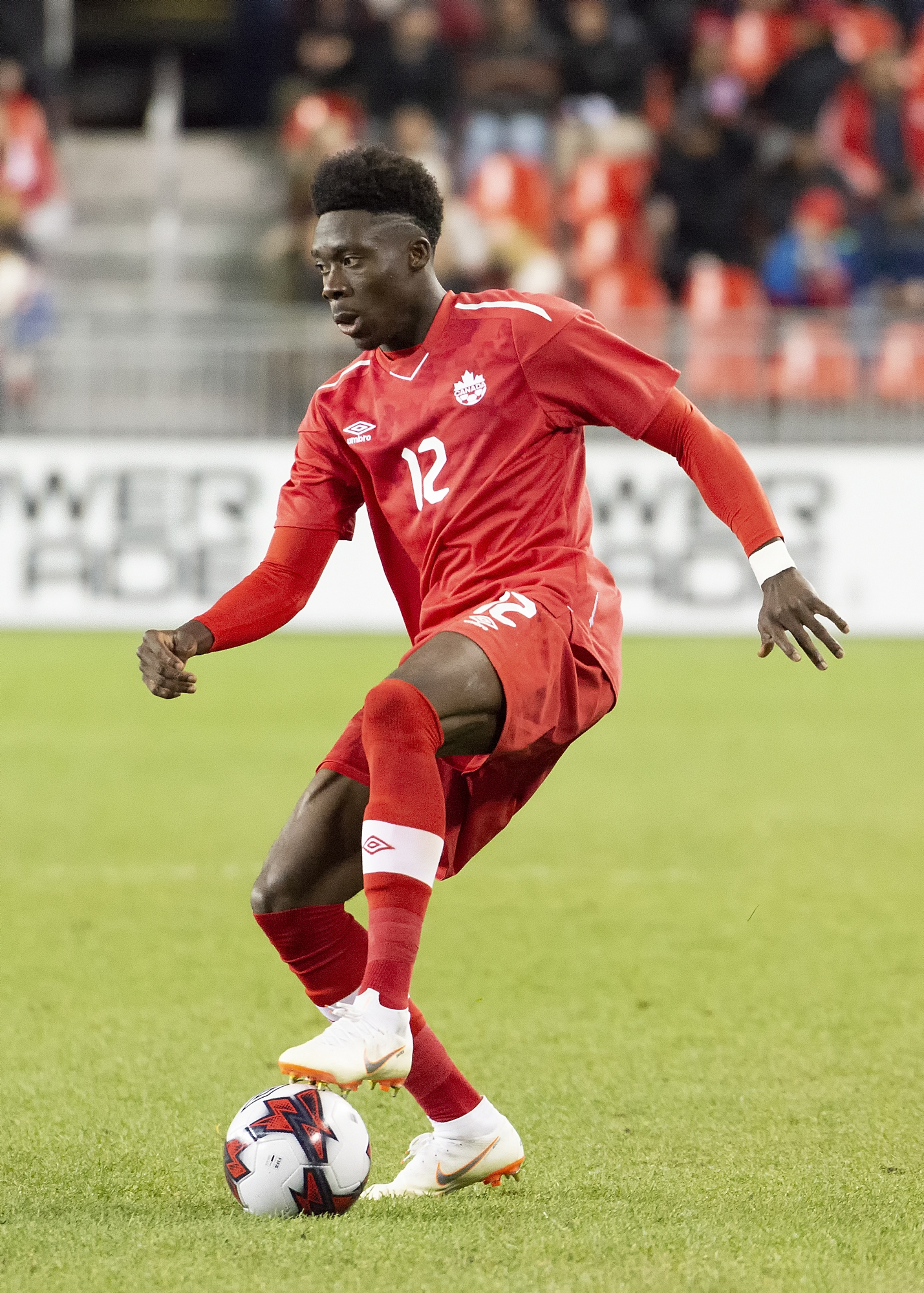
カナダ代表でのデイヴィス（2018年）

リベリア出身ながら、カナダ代表のU-15、U-18チームのキャンプに召集された。2016年3月17日、U-20イングランド代表戦でU-20カナダ代表に召集された。2016年11月、U-17チームのキャンプに参加し、U-17ジャマイカ代表戦でゴールを挙げた。2016年、U-17とU-20での活躍を受け、U-17カナダ代表の最優秀選手に選ばれた。2017年3月、インタビューで「カナダ代表でプレーすることは私の夢の一つだ。」と答えた。2017年、U-17代表とA代表でのパフォーマンスを受け、2度目のU-17最優秀選手に選ばれた。
2017年6月6日、カナダの市民権を取得し、正式に国籍を取得したことで、カナダ代表でプレーする資格を得た。同日、キュラソー島代表戦に向けたA代表のキャンプに加わり、2017 CONCACAFゴールドカップに向けた40名の予備登録メンバーに選出された。2017年6月14日、キュラソー島代表戦でデビューし、カナダ代表での最年少デビューを果たした。6月27日、2017 CONCACAFゴールドカップの本大会メンバーに選出された。ゴールドカップ初戦のガイアナ代表戦で2ゴールを挙げ、ゴールドカップ史上最年少得点を記録した。第2戦のコスタリカ代表戦でも得点を記録した。デイビスは大会得点王になり、最優秀若手選手とベストイレブンに選出された。
2022年11月27日、2022 FIFAワールドカップ・グループF第2節でクロアチア代表と対戦。試合開始直後にタジョン・ブキャナンのクロスを頭で叩きつけてゴールを決めた。これによりデイビスはW杯で初めて得点したカナダ人選手となった。

## 人物
- ガーナにある難民キャンプのブドゥブラムで、リベリア人の両親の間に生まれた[45]。両親は、リベリア内戦で故郷から逃れ、難民キャンプで生活していた[46]。5歳の時に、カナダ・ウィンザーに難民として移り、1年後にはエドモントンに移住した[4]。2017年6月6日に正式にカナダ国籍を取得した[35]。
- バイエルンに加入する前、マンチェスター・ユナイテッドFCやFCバルセロナなどが、デイヴィスの獲得に興味を示していたと言われている。しかし、ユナイテッドはスカウト陣からの強い推薦があったにも関わらず、デイヴィスの獲得を見送り、バルサにいたっては、当時の会長ジョゼップ・マリア・バルトメウが、「カナダ人は必要ない」と突っぱねたという。しかし、2020年8月14日にUEFAチャンピオンズリーグ 2019-20準々決勝でバルサと対峙した際、デイヴィスは同試合でバルサを攻略する重要な役割を果たし、8-2の歴史的大勝を演出した[47]。
- パリ・サンジェルマンFC所属のカナダ女子代表FWであり、東京オリンピック金メダリストのジョーディン・ハイティマ（英語版）と交際している。なお、告白した時の様子をアルフォンソとジョーディンがSNSで再現しており、彼女曰く「口説き文句はひどいもの」だったそう[48]。

- デイビスは2000年11月2日、ガーナの難民キャンプで出生。両親はリベリア内戦から脱出し、生後5歳の時に家族揃ってカナダ・エドモントンへ移住した[49][50]。幼少期には姉妹のオムツ替えや食事の世話などを担い、家庭の支えとして責任感を育んだ[49]

- デイビスはUN難民高等弁務官事務所（UNHCR）より親善大使に任命されており、難民としての自身の経験を語りながら、教育支援や緊急支援のキャンペーンに積極的に参加している[51]。

- 2022年のFIFAワールドカップ報酬は全額を慈善団体に寄付すると自身のSNSで発表しており、感謝の気持ちを行動で示す姿勢が評価されている[52]。

- 私生活面では、リラックス法としてピアノ演奏を始めたことをインタビューで明かしており、身体だけでなく精神のケアにも注力しているとされる[53]。

- 趣味としてはビデオゲームも好み、特にFIFAやCall of Dutyを楽しんでいると語っており、競技中の集中だけでなく、オフでも”楽しむ”ことを重視している[53]

- バイエルン・ミュンヘンへの移籍後、自身をクラブに取り込んでくれたことへの感謝を何度も表明。「16～17歳のカナダの少年にチャンスを与えてくれた」と語り、契約延長の際にも「このクラブを愛している」と公言している[54]。

- 国際的には、チームメイトのジャマル・ムシアラとの友情（“Phonziala”と呼ばれる）を戦友として称え、試合後には励ましの言葉を贈るエピソードも報じられている[55]

## 個人成績

### クラブ
| クラブ                           | シーズン | リーグ           | リーグ戦 | リーグ戦 | カップ戦 | カップ戦 | 国際大会 | 国際大会 | その他 | その他 | 合計 | 合計 |
| クラブ                           | シーズン | リーグ           | 出場     | 得点     | 出場     | 得点     | 出場     | 得点     | 出場   | 得点   | 出場 | 得点 |
| -------------------------------- | -------- | ---------------- | -------- | -------- | -------- | -------- | -------- | -------- | ------ | ------ | ---- | ---- |
| ホワイトキャップスFC2            | 2016     | USL              | 11       | 2        | -        | -        | -        | -        | 0      | 0      | 11   | 2    |
| ホワイトキャップスFC2            | 通算     | 通算             | 11       | 2        | -        | -        | -        | -        | 0      | 0      | 11   | 2    |
| バンクーバー・ホワイトキャップス | 2016     | MLS              | 8        | 0        | 4        | 0        | 3        | 1        | 0      | 0      | 15   | 1    |
| バンクーバー・ホワイトキャップス | 2017     | MLS              | 26       | 0        | 2        | 2        | 4        | 1        | 1      | 0      | 33   | 3    |
| バンクーバー・ホワイトキャップス | 2018     | MLS              | 31       | 8        | 2        | 0        | -        | -        | 0      | 0      | 33   | 8    |
| バンクーバー・ホワイトキャップス | 通算     | 通算             | 65       | 8        | 8        | 2        | 7        | 2        | 1      | 0      | 81   | 12   |
| FCバイエルン・ミュンヘンII       | 2018-19  | レギオナルリーガ | 3        | 0        | -        | -        | -        | -        | 2      | 0      | 5    | 0    |
| FCバイエルン・ミュンヘンII       | 2019-20  | 3. リーガ        | 3        | 0        | -        | -        | -        | -        | 0      | 0      | 3    | 0    |
| FCバイエルン・ミュンヘンII       | 通算     | 通算             | 6        | 0        | -        | -        | -        | -        | 2      | 0      | 8    | 0    |
| バイエルン・ミュンヘン           | 2018–19  | ブンデスリーガ   | 6        | 1        | 0        | 0        | 0        | 0        | 0      | 0      | 6    | 1    |
| バイエルン・ミュンヘン           | 2019-20  | ブンデスリーガ   | 29       | 3        | 5        | 0        | 8        | 0        | 1      | 0      | 43   | 3    |
| バイエルン・ミュンヘン           | 2020-21  | ブンデスリーガ   | 23       | 1        | 2        | 0        | 6        | 0        | 4      | 0      | 35   | 1    |
| バイエルン・ミュンヘン           | 2021-22  | ブンデスリーガ   | 22       | 0        | 1        | 0        | 7        | 0        | 1      | 0      | 31   | 0    |
| バイエルン・ミュンヘン           | 2022-23  | ブンデスリーガ   | 26       | 1        | 2        | 2        | 9        | 0        | 1      | 0      | 38   | 3    |
| バイエルン・ミュンヘン           | 2023-24  | ブンデスリーガ   | 29       | 2        | 2        | 0        | 10       | 1        | 1      | 0      | 42   | 3    |
| バイエルン・ミュンヘン           | 2024-25  | ブンデスリーガ   | 19       | 1        | 3        | 0        | 9        | 2        | 0      | 0      | 31   | 3    |
| バイエルン・ミュンヘン           | 通算     | 通算             | 154      | 9        | 15       | 2        | 35       | 3        | 8      | 0      | 154  | 9    |
| 総通算                           | 総通算   | 総通算           | 236      | 29       | 23       | 4        | 42       | 5        | 11     | 0      | 326  | 38   |

### 代表
- 国際Aマッチ 58試合 15得点（2017年-）[56]

| カナダ代表 | 国際Aマッチ | 国際Aマッチ |
| 年         | 出場        | 得点        |
| ---------- | ----------- | ----------- |
| 2017       | 6           | 3           |
| 2018       | 3           | 0           |
| 2019       | 9           | 2           |
| 2021       | 13          | 5           |
| 2022       | 7           | 3           |
| 2023       | 7           | 2           |
| 2024       | 12          | 0           |
| 2025       |             |             |
| 通算       | 58          | 15          |

### 代表での得点
2025年7月25日 現在
| ! # | 開催年月日     | 開催地                                                         | 対戦国         | スコア | 結果 | 試合概要                                        |
| --- | -------------- | -------------------------------------------------------------- | -------------- | ------ | ---- | ----------------------------------------------- |
| 1   | 2017年7月7日   | ハリソン，レッドブル・アリーナ                                 | ガイアナ       | 3–0    | 4–2  | 2017 CONCACAFゴールドカップ                     |
| 2   | 2017年7月7日   | ハリソン，レッドブル・アリーナ                                 | ガイアナ       | 4–2    | 4–2  | 2017 CONCACAFゴールドカップ                     |
| 3   | 2017年7月11日  | ヒューストン，BBVAコンパス・スタジアム                         | コスタリカ     | 1–0    | 1–1  | 2017 CONCACAFゴールドカップ                     |
| 4   | 2019年9月11日  | ジョージタウン, トルーマン・ボッデン・スポーツ・コンプレックス | キューバ       | 1-0    | 1-0  | 2019 CONCACAF ネーションズリーグ リーグA        |
| 5   | 2019年10月16日 | トロント, BMOフィールド                                        | アメリカ合衆国 | 1-0    | 2-0  | 2019 CONCACAF ネーションズリーグ リーグA        |
| 6   | 2021年3月30日  | フロリダ，IMGサッカー・コンプレックス・フィールド              | ケイマン諸島   | 4-0    | 11-0 | 2022 FIFAワールドカップ・北中米カリブ海予選     |
| 7   | 2021年3月30日  | フロリダ，IMGサッカー・コンプレックス・フィールド              | ケイマン諸島   | 9-0    | 11-0 | 2022 FIFAワールドカップ・北中米カリブ海予選     |
| 8   | 2021年6月6日   | フロリダ，IMGアカデミー・スタジアム                            | アルバ         | 5-0    | 7-0  | 2022 FIFAワールドカップ・北中米カリブ海予選     |
| 9   | 2021年6月9日   | イリノイ，シートギーク・スタジアム                             | スリナム       | 1-0    | 4-0  | 2022 FIFAワールドカップ・北中米カリブ海予選     |
| 10  | 2021年10月14日 | トロント, BMOフィールド                                        | パナマ         | 2-1    | 4-1  | 2022 FIFAワールドカップ・北中米カリブ海２次予選 |
| 11  | 2022年6月10日  | バンクーバー, BCプレイス                                       | キュラソー     | 1-0    | 4-0  | 2019 CONCACAF ネーションズリーグ リーグA        |
| 12  | 2022年6月10日  | バンクーバー, BCプレイス                                       | キュラソー     | 3-0    | 4-0  | 2019 CONCACAF ネーションズリーグ リーグA        |
| 13  | 2022年11月28日 | ドーハ, ハリファ国際スタジアム                                 | クロアチア     | 1-0    | 1-4  | 2022 FIFAワールドカップ                         |
| 14  | 2023年6月16日  | ラスベガス，アレジアント・スタジアム                           | パナマ         | 2-0    | 2-0  | 2022-23 CONCACAF ネーションズリーグ準決勝       |
| 15  | 2023年11月22日 | トロント, BMOフィールド                                        | ジャマイカ     | 1-0    | 2-3  | 2023-24 CONCACAF ネーションズリーグ準々決勝     |

## タイトル

### クラブ
バイエルン・ミュンヘン
- ブンデスリーガ：5回（2018-19, 2019-20, 2020-21, 2021-22, 2022-23, 2024-25）
- DFBポカール：2回（2018-19, 2019-20）
- UEFAチャンピオンズリーグ：1回（2019-20）
- FIFAクラブワールドカップ : 1回　(2020)
- UEFAスーパーカップ：1回（2020）
- DFLスーパーカップ : 2回（2020, 2022）

### 個人
- CONCACAFゴールドカップ得点王：2017[58]
- CONCACAFゴールドカップベストイレブン：2017[58]
- CONCACAFゴールドカップ最優秀若手選手：2017[59]
- ブンデスリーガ新人賞 : 2019-20
- UEFAチャンピオンズリーグ 年間ベストチーム(スカッドオフザシーズン) 2019-20